# Placă tectonică

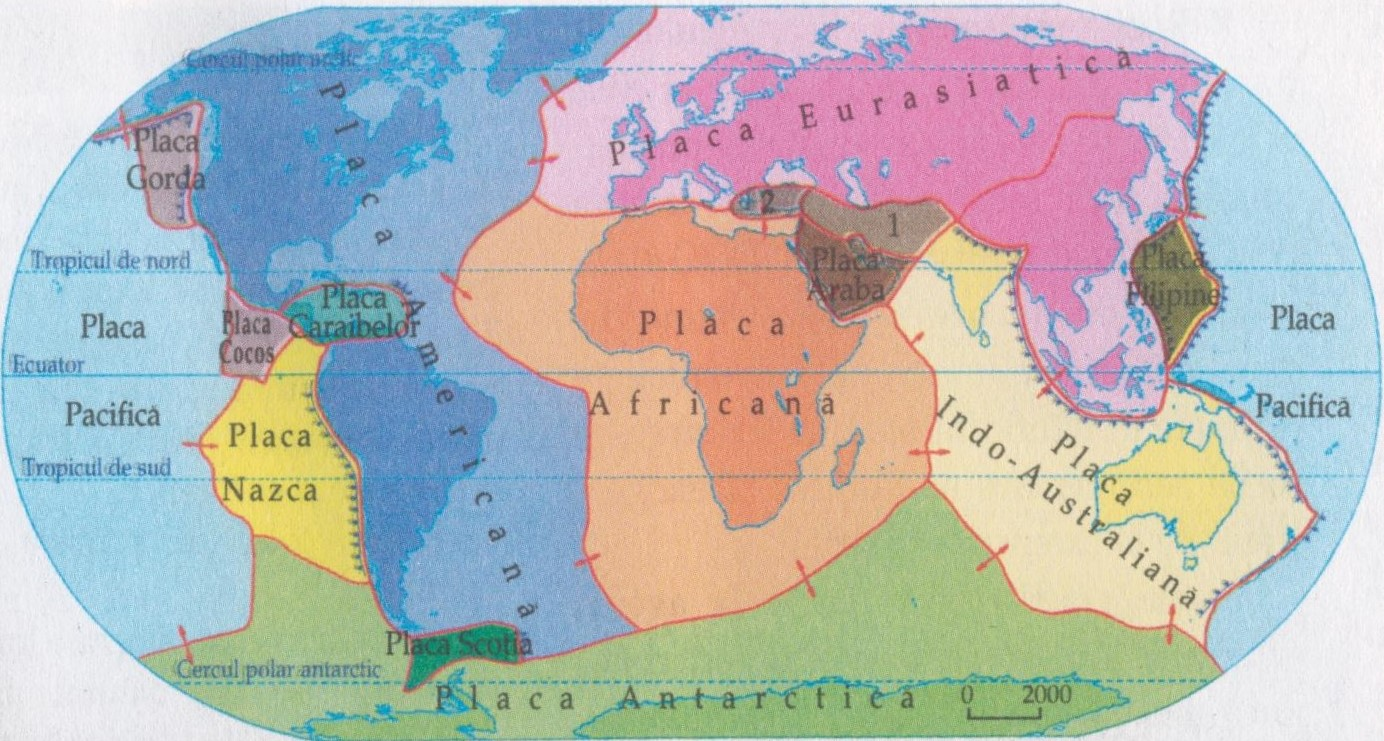
Plăcile tectonice ale Terrei

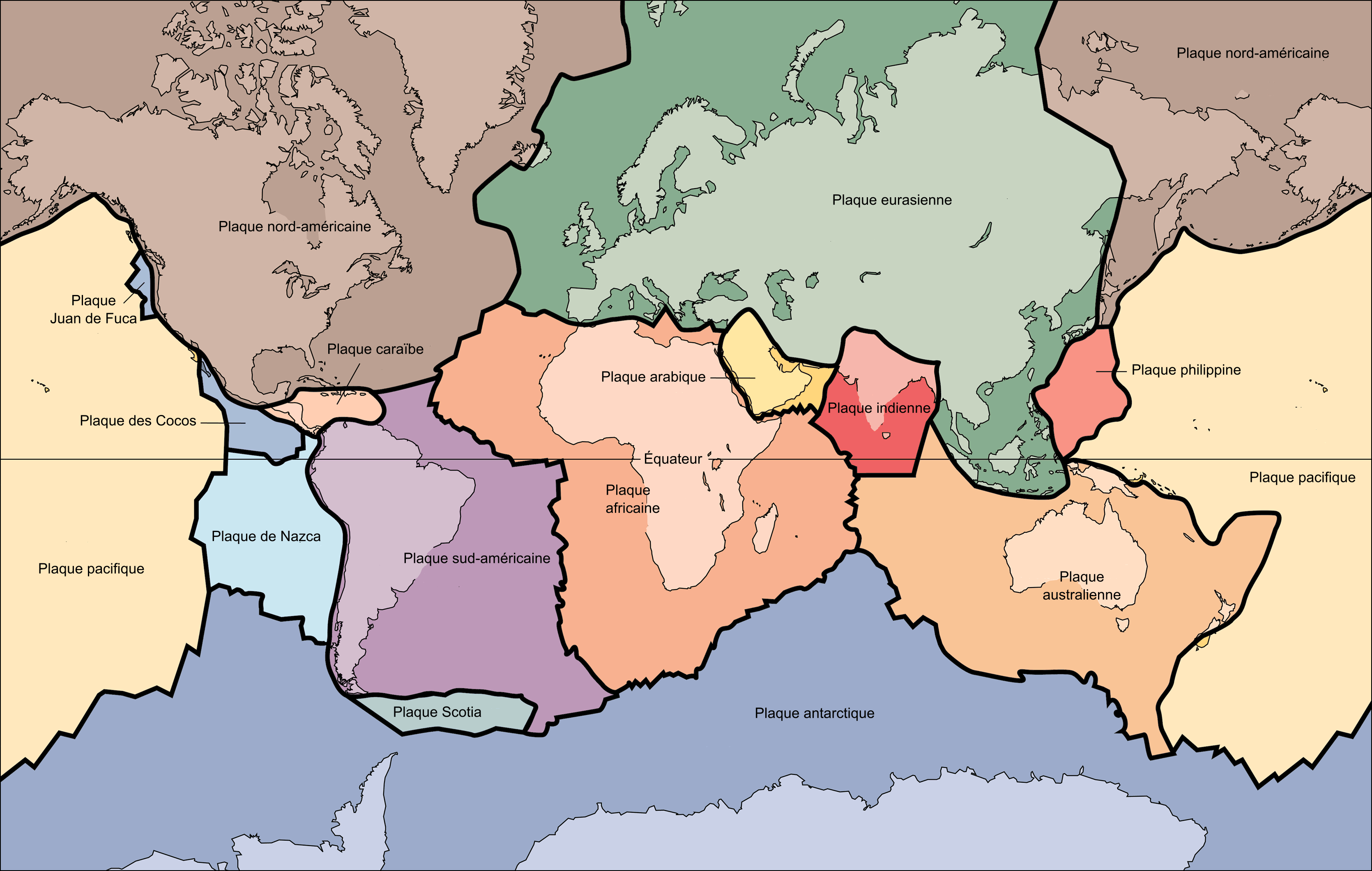
Harta cu principalele plăci tectonice
(imagine deformată datorită proiecției Mercator)

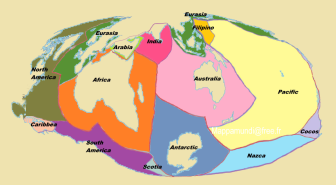
Harta plăcilor tectonice

O placă tectonică este o bucată foarte mare a scoarței terestre, totalitatea acestora formând suprafața Terrei. Mișcarea acestora dă naștere cutremurelor și contribuie parțial la geneza vulcanilor.

## Generalități
Crusta Pământului este divizată în mai multe plăci tectonice. Acestea interacționează prin intermediul a două procese:
- expansiune (când o placă se depărtează de alta și între ele se formează o nouă crustă)
- subducție (când una din plăci intră sub cealaltă și se distruge în manta).

Plăcile tectonice ale Terrei se împart în 3 subdiviziuni:
1. Plăci principale (Macroplăci)
2. Plăci secundare (Mezoplăci)
3. Plăci terțiare (Microplăci)

După direcția lor de deplasare, plăcile se clasifică în:
1. plăci convergente (de subducție)
2. plăci divergente
3. plăci transformante-conservante. Acestea, la rândul lor, sunt de 2 categorii: a) mișcări în sens contrar și b) mișcări paralele în același sens (dar cu viteze diferite de înaintare). Un exemplu de plăci transformante care se deplasează în sens contrar sunt cele care dau naștere faliei San Andreas, cu o viteză de câțiva cm pe an. Peste 12 milioane de ani orașele Los Angeles și San Francisco vor fi vecine.

Fenomenul de deplasare a plăcilor tectonice a început în urmă cu 3,2 - 3,5 miliarde de ani, interval stabilit științific pe baza vârstei zirconului inclus în diamante.

### Plăci principale (macroplăci)
În prezent se cunoaște existența a 7 macroplăci:
- Placa Nord-Americană - America de Nord, Atlanticul de Nord Vest și Groenlanda
- Placa Sud-Americană - America de Sud și Atlanticul de Sud Vest
- Placa Antarctică - Antarctica și oceanul sudic
- Placa Eurasiatică - Atlanticul de Nord Est, Europa și Asia exceptând India
- Placa Africană - Africa, Atlanticul de Sud Est si vestul Oceanului Indian
- Placa Indiano-Australiană - India, Australia, Noua Zeelandă și cea mai mare parte a Oceanului Indian
- Placa Pacificului

### Plăci secundare (mezoplăci)
- Placa Arabă (cea mai întinsă dintre cele secundare)
- Placa Caraibelor
- Placa Cocos (în estul Pacificului)
- Placa Juan de Fuco (în estul Pacificului)
- Placa Nazca (în estul Pacificului)
- Placa Filipinelor (a Mării Filipinelor)
- Placa Scoției (scoțiană)

## Galerie de imagini

Plăci tectonice convergente (de subducţie)
Plăci tectonice divergente
Plăci tectonice transformante-conservante de sens contrar (ex. Falia San Andreas)
Plăci tectonice transformante-conservante de acelaşi sens, dar de viteze diferite

Imagini
- Drifting apart: Amazing underwater photos that show the growing gap between two tectonic plates,  11 May 2011, Daily Mail